# Іст-Рокі-Гілл (Нью-Джерсі)
Іст-Рокі-Гілл (англ. East Rocky Hill) — переписна місцевість (CDP) в США, в окрузі Сомерсет штату Нью-Джерсі. Населення — 468 осіб (2020).

## Географія
Іст-Рокі-Гілл розташований за координатами 40°24′54″ пн. ш. 74°37′4″ зх. д. / 40.41500° пн. ш. 74.61778° зх. д. (40.415133, -74.617903).  За даними Бюро перепису населення США в 2010 році переписна місцевість мала площу 11,01 км², з яких 10,79 км² — суходіл та 0,23 км² — водойми.

## Демографія
Згідно з переписом 2010 року, у переписній місцевості мешкало 469 осіб у 160 домогосподарствах у складі 115 родин. Густота населення становила 43 особи/км².  Було 172 помешкання (16/км²).
Расовий склад населення:
| - 74,2 % — білих - 7,7 % — чорних або афроамериканців - 7,0 % — азіатів - 9,0 % — осіб інших рас |

До двох чи більше рас належало 2,1 %. Частка іспаномовних становила 15,6 % від усіх жителів.
За віковим діапазоном населення розподілялося таким чином: 26,4 % — особи молодші 18 років, 59,1 % — особи у віці 18—64 років, 14,5 % — особи у віці 65 років та старші. Медіана віку мешканця становила 40,6 року. На 100 осіб жіночої статі у переписній місцевості припадало 110,3 чоловіків;  на 100 жінок у віці від 18 років та старших — 100,6 чоловіків також старших 18 років.
Середній дохід на одне домашнє господарство  становив 110 927 доларів США (медіана — 128 269), а середній дохід на одну сім'ю — 142 941 долар (медіана — 133 274). 
Цивільне працевлаштоване населення становило 115 осіб. Основні галузі зайнятості: освіта, охорона здоров'я та соціальна допомога — 30,4 %, науковці, спеціалісти, менеджери — 29,6 %, виробництво — 17,4 %, фінанси, страхування та нерухомість — 10,4 %.